# Hegyvulkán
Hegyvulkán románul: Dealu Babii, település Romániában, Erdélyben, Hunyad megyében.

## Fekvése
Vulkán közelében fekvő település.

## Története
Hegyvulkán, Dealu Babii Korábban Zsilyvajdejvulkán (Vulcan) része volt; 1941-ben időlegesen visszakerült. 1956-ban a várost alkotó településként adatai Zsilyvajdejvulkánhoz (Vulcan) voltak számítva.
1910-ben 227 lakosából 224 román, 2 magyar volt. 1966-ban 357 lakosából 348 román, 9 magyar, 1992-ben 211 román lakosa volt.
A 2002-es népszámláláskor 216 lakosából 214 román, 1 magyar, 1 német volt.